# Amazing-Man
Amazing-Man (Hombre Asombroso), es el nombre utilizado por cuatro personajes ficticios, todos ellos superhéroes, pertenecientes a la editorial DC Comics. Los tres primeros son superhéroes afroamericanos, y son parte de un linaje familiar. El primer Amazing-Man, debutó en las páginas de la revista de historietas All-Star Squadron Vol. 1 #23 (julio de 1983), siendo creado por el escritor Roy Thomas y el dibujante y escritor Jerry Ordway. el segundo Amazing-Man debutó en las páginas de la Liga de la Justicia de América Vol.2 #86 (marzo de 1994), siendo creado por Dan Vado y Mark Campos. El tercer Amazing-Man debutó en las páginas de la Justice Society of America Vol.3 #12 (marzo de 2008), siendo creado por Geoff Johns y Dale Eaglesham; y el cuarto Amazing-Man debutó en las páginas de la historieta OMAC Vol. 3 #2 (diciembre de 2011), siendo creado por Dan DiDio y Keith Giften.

## Historia sobre su publicación
Aunque fuera una creación de los años 80, el escritor Roy Thomas hizo debutar al primer Amazing-Man en la década de los años 40, haciéndole contemporáneo a los personajes de la edad de oro, para demostrar la existencia de la diversidad racial en un ambiente cargado de racismo como eran los años 40; por lo tanto, el personaje creado por Thomas lo hizo haciéndole un homenaje al personaje de Bill Everett de la revista de historietas Centaur Publications, Amazing-Man, quien siendo un personaje de superhéroes de una editorial extinta y que se publicaba en el mismo período de origen de los personajes de DC Comics de la edad de oro de los cómics.

## Biografía fictícia de los personajes

### Will Everett
Will Everett era un joven prometedor afroamericano medallísta olímpico que había competido en los Juegos Olímpicos de 1936 en Berlín, pero su carrera post-olímpica quedaría en el olvido, puesto que terminó haciendo una profesión que no le trajo buenos beneficios como deportista, siendo un el conserje de la limpieza en un laboratorio de propiedad del Doctor Terry Curtis. Durante un accidente de laboratorio en donde se produjo una explosión de algunos equipos a la que fue expuesto, y (donde se había desarrollado dicha fechoría como parte de un plan de la ingeniosa mente criminal conocida como Ultra-Humanidad), Everett desarrollaría rápidamente sus poderes, en este caso desarrolló la capacidad de imitar todo lo que tocaba sobre la base de sus propiedades físicas o químicas (muy similar al personaje de Marvel Comics, el Hombre Absorbente, o al personaje de la serie animada de Ben 10 Kevin Levin). Por ejemplo, si tocaba el acero, entonces su cuerpo se convertía en acero.

#### Su integración con elAll-Star Squadron
Tras su primera aparición, y previamente antes de iniciar su carrera como superhéroe, fue utilizado por Ultra-Humanidad como su hombre de confianza, tomando por un corto tiempo el camino del mal, junto con Curtis (quien también había sido afectado por el accidente, y quien había tomado la identidad de Ciclotrón) y su otro socio Deathbolt. Sin embargo, sus simpatías pronto cambiarían hacia el lado lado del bien tras sus varios cruces con el equipo del All-Star Squadron, un equipo de héroes con personajes retroactivos como él, y que estaba conformado por la reunión de equipos tales como Sociedad de la Justicia de América, los Siete Soldados de la Victoria, Infinity Inc., los Freedom Fighters y de la Young All-Stars; estos le hicieron rectificar rápidamente su camino y éste les ayudó a derrotar a las maquinaciones de su antiguo jefe. Posteriormente no sólo se integraría al equipo, sino que sirvió por largo tiempo como miembro de esta misteirosa organización voluminosa.

##### Crisis en las Tierras Infinitas
En febrero de 1942, con el equipo ayudó a derrotar a un intolerante villano de Everett en su ciudad natal en Detroit, The Real American. Durante los acontecimientos causados por la Crisis en las Tierras Infinitas, Amazing-Man fue uno de varios héroes elegidos por el Monitor para buscar y poder detener del Antimonitor y poder lograr su destrucción. Más adelante, hacia un futuro caso, los mismos poderes de Amazing-Man cambiaron, puesto que ahora logró el dominio de magnetismo, mientras perdía su capacidad para imitar a la materia.

#### Como activista de losderechos civiles
Ya hacia la década de los años 1950, su identidad secreta fue revelada al público, precisamente hecha por el juicio hacia la Sociedad de la Justicia de América, y que lideraba el entonces jefe del FBI J. Edgar Hoover, a causa de la denominada "Caza de Brujas" sobre el problema del comunismo en Norteamérica. Con dicho acto Everett puso en peligro la vida de su esposa y a su familia. Más adelante, con el surgimiento del movimiento de derechos civiles de la década de 1960, sufrió un hecho trágico para su familia, como ocurrió con el asesinato de su sobrino junto a otros dos activistas de derechos civiles, lo que estimuló su participación en dicho movimiento de derechos civiles de la época. Semirretirado, participó en diferentes marchas contra la segregación en todos los Estados Unidos de América, así como también ayudó a sofocar los disturbios en Detroit. Everett también sería responsable de la captura del asesino del doctor Martin Luther King, James Earl Ray. En el Universo DC es considerado como el tercer defensor metahumano más importante del pueblo afroamericano respecto a la lucha por los derechos civiles, detrás de activistas aclamados como Martin Luther King y Malcolm X.

#### Su descendencia: El manto deAmazing-Manpasa a sus herederos
Más tarde, se revelaría que su nieto, Will Everett III (también conocido como "Junior") también desarrolló habilidades, entre ellas la del mimetismo. Por entonces, el ya retirado Will Everett, había sido visto por última vez en el hospital, siendo visitado por su nieto Will Everett III, ya que Will Everett estaba muriendo de cáncer, aunque nunca se logró aclarar si fue debido a su exposición a los químicos que le dieron sus poderes y que afectaron notoriamente su salud. El estado de su hijo, el padre del segundo Amazing-Man, quedaría en el misterio, puesto se encontraba desaparecido. Por breve tiempo, le concede a su nieto el legado de portar el manto como Amazing-Man, antes de que este muriera trágicamente. Más tarde, otro nieto, llamado Markus Clay también reclamó el manto como Amazing-Man.

### Will Everett III
Will Everett III continuó la tradición heroica de su abuelo, uniéndose en este caso a la Liga de la Justicia, a solicitud de la Wonder Woman. Como miembro, tuvo un muy destacado papel decisivo en la derrota de Overmaster junto a los otros miembros de la Liga y miembro reformado Cadre el Immortal. Poco después de esto, el Capitán Atom formó un grupo derivado de la JLA denominado Extreme Justice Permianeció con este equipo hasta su disolución.
Más tarde, se unió a un nuevo equipo formado a voluntad por la heroína francesa Crimson Fox el equipo dereivado de la JLA, la Liga de la Justicia Europa. En su única aventura que resultó desafortunada, Will sería asesinado por la supervillana conocida como Mist, junto con Crimson Fox y Blue Devil. En el caso de Amazing-Man, Mist lo engañó para imitar la composición del vidrio para hacerlo pedazos. El estado de su padre Will Everett II seguía siendo desconocida, pero su primo Markus Clay, quien también adquirió los mismos poderes, se convirtió en el nuevo Amazing-Man.

#### CrossoverLJA/Vengadores
Durante los acontecimientos del crossover fuera de continuidad denominado LJA/Vengadores, Will sería resucitado brevemente por los efectos de la maninpulación de la realidad, ocasionado por el villano conocido como Krona. Aparecería luchando brevemente contra el Hombre Absorbente, el enemigo casual de Thor.

#### Post-Crisis Infinita
Años más tarde, durante la máxiserie semanal conocida como 52, Will sería conmemorado por el Detective Marciano con una estatua en las antiguas instalaciones de la Liga de la Justicia en Happy Harbor (Rhode Island) junto a otros miembros caídos de la Liga de la Justicia.

### Markus Clay
El tercer hombre en portar el manto de Amazing-Man sería el primo de Will Everett III, conocido como Markus Clay, operando desde Nueva Orleans, Luisiana. Siendo otro nieto de Will Everett (el Amazing-Man original). Markus es mostrado ayudando a los sobrevivientes del huracán Katrina. Fue el más reciente y último de los reclutas de la Sociedad de la Justicia de América, aunque estuvo brevemente con el equipo, estuvo ayudando al equipo tratando de dialogar con Gog para detener su desastre. Después de derrotar a Gog, Markus regresaría a Nueva Orleans, quién se encargaría de formar a un equipo propio.

#### La noche más oscura
A pesar de haber renunciado a la JSA, Markus asiste a colaborar en arreglar los funerales luego de los daños provocados después de su breve muerte durante los acontecimientos de Blackest Night.

### Los Nuevos 52/DC: Renacimiento
Con el reinicio de la continuidad de Los Nuevos 52, debutó un nuevo Amazing-Man, apareció tras los acontecimientos del evento conocido como Flashpoint, donde, entre otros cambios, la Sociedad de la Justicia de América aparentemente fue borrada de la continuidad de Tierra Prime/Tierra 0. Este nuevo Amazing-Man se revela asimismo como Rocker Bonn, un exagente de la organización internacional conocida como Checkmate que ganó sus habilidades metahumanas a través del denominado el Proyecto Cadmus. Después de estar en la clandestinidad en Texas, Bonn sería atacado por un Kevin Kho, dominado por el poder salvaje de la criatura denominada OMAC, que en ese momento era otro proyecto de Cadmus. Bonn sería derrotado por Kho y posteriormente absorbido por Hermano Ojo, afirmando que puede resultar útil en momento más adelante.

## Poderes y habilidades
- Will Everett, el Amazing-Man original, era capaz de transformarse en un ser vivo, así como absorber cualquier material que pudiera tocar y respirar.

- Más tarde sus poderes serían alterados, por lo que serían reemplazados, ya que desarrolló el poder de atraer o repeler magnéticamente objetos con las manos.

- Will Everett III podía causar con su cuerpola clonación de las propiedades de cualquier material inorgánico que tocaba, como una roca y un vidrio. Si tocaba el pavimento, por ejemplo, se convertiría en un ser sensible de dicho material, con todas sus fortalezas y debilidades de sus propiedades física y químicas.

- Will Everett III también podía absorber y duplicar grandes cantidades de energía, como cuando derrotó a Overmaster cuando éste drenó duplicó sus poderes, muy similar a la forma de actuar de los poderes del androide Amazo.

- Markus Clay parece poseer las mismas capacidades que los primeros primeros Amazin-Man.

- El último Amazing-Man se desconoce sus poderes, sin embargo, debido a lo acontecido en las páginas de OMAC Vol.3, serían similares a sus predecesores.

## Aparición en otros medios
- El personaje de Will Everett, aparecería en la serie de televisión The Flash, en el episodio "apagón".